# Albert Evans
Albert Pierce Evans (Atlanta, 29 dicembre 1968 – New York, 22 giugno 2015) è stato un ballerino e coreografo statunitense.

## Biografia
Albert Evans nacque ad Atlanta nel 1968 e si appassionò alla danza classica dopo aver visto Lo schiaccianoci in televisione. Nel 1986 vinse una borsa di studio per la School of American Ballet. Due anni più tardi fu scritturato dal New York City Ballet, dove fu notato da Eliot Feld e William Forsythe, che cominciarono ad affidargli ruoli da protagonista.
Nel 1991 fu promosso al rango di solista, mentre nel 1995 fu proclamato primo ballerino della compagnia; fu il secondo danzatore afroamericano a diventare étoile della compagnia, quarant'anni dopo la nomina di Arthur Mitchell. Nel corso dei suoi ventidue anni con il City Ballet, Evans si distinse come apprezzato interprete dell'opera di George Balanchine e danzò in occasione delle prime di balletti di Susan Stroman, Christopher Wheeldon e Aleksej Ratmanskij. Prima di dare il suo addio alle scene nel 2010 iniziò a sperimentare come coreografo, firmando Haiku, Broken Promises per il City Ballet e Seego per il Washington Ballet.
Al termine della sua carriera come ballerino lavorò come per la compagnia e fu assistente di Justin Peck, coreografo residente del City Ballet. Morì al Mount Sinai Hospital nel 2015 all'età di 47 anni dopo una breve malattia.